# Neocoridolon borgmeieri
Neocoridolon borgmeieri là một loài bọ cánh cứng trong họ Cerambycidae.